# Élisabeth de Hongrie (1128-1154)
 (octobre 2015).
Si vous disposez d'ouvrages ou d'articles de référence ou si vous connaissez des sites web de qualité traitant du thème abordé ici, merci de compléter l'article en donnant les références utiles à sa vérifiabilité et en les liant à la section « Notes et références ».
Élisabeth (en hongrois : Erzsébet ; en polonais : Elżbieta), née vers 1128 et morte le 21 juillet 1154, est une princesse de la dynastie des Árpád- Elle fut duchesse de Grande-Pologne de 1138 jusqu'à sa mort, par son mariage avec le duc Mieszko III le Vieux.

## Famille
Selon l'historien Jan Długosz (1415–1480), elle est l'aînée de Béla II (mort en 1141), roi de Homgrie à partir de 1131, et de sa femme Hélène (morte après 1146), fille du grand-prince Uroš Ier de Rascie, mais cette filiation est contestée par des historiens modernes comme Oswald Balzer (1858–1933) en invoquant le très jeune âge auquel la princesse se marie. Selon lui, Élisabeth est une fille du prince Álmos de Hongrie (mort en 1129), le père de Béla II, bien que les chroniques rapportent qu'elle était une fille de roi. L'historien Kazimierz Jasiński (1920–1997) suppose qu'elle est une fille du roi Étienne II de Hongrie (1101–1131).

## Mariage et descendance
Vers 1136, Élisabeth épousa Mieszko III (mort en 1202), troisième fils du duc Boleslas III de Pologne, membre de la maison Piast. Peu de temps avant, Boleslas s'était réconcilié avec Béla II dans une réunion (Hoftag) à Mersebourg à l'invitation de l'empereur Lothaire III. Après sa mort, deux années plus tard, la Pologne a été divisée et Mieszko obtient le duché de Grande-Pologne.
Cinq enfants sont nés de cette union :
- Odon de Poznań (mort en 1194), duc de Grande-Pologne ;
- Étienne (mort entre 1168 et 1177) ;
- Élisabeth (morte en 1209), épousa le duc Sobeslav II de Bohême puis le margrave Conrad II de Lusace ;
- Wierzchosława Ludmiła (morte en 1223), épousa Ferry Ier de Lorraine ;
- Judith (morte après 1201), épousa le duc Bernard III de Saxe.

Élisabeth meurt à l'âge de 26 ans. Mieszko épouse en secondes noces Eudoxia de Kiev.